# Sam Tsui
Samuel Tsui, ameriški pop pevec, * 2. maj 1989 Blue Bell, Pensilvanija, ZDA.
Sam Tsui je znan pevec na strani Youtube. Njegove najboljše izvedbe so: Michael Jackson Medley, Just a Dream (Nelly) in druge popularne pesmi.

## Življenje
Tsui je Hongkong ameriškega rodu. Njegov oče je odraščal V Hongkongu, mati pa je odraščala na kmetiji v Iowi v ZDA. Hodil je na Wissahickon High School, kjer je aktivno sodeljeval v šolskih muziklih. Nadeljeval je na univerzi Yale. Diplomiral je z Magna Cum Laude v Klasični Grščini.

## Kariera
Sodelovanje med Samom Tsuijem in Kurtom Hugom Schneiderjem (njegovim producentom) se je začelo v srednji šoli. Oba sta odšla Tudi na univerzo Yale, kjer se je njuno glasbeno partnerstvo razvilo. Od februarja 2012 je na Youtube kanalu "KurtHugoSchneider" zbral več objav 525,000,000 ogledov in več kot dva milijona naročnikov. Najbolj Gledam video je bil Just a Dream, ki si ga je ogledalo več kot 60. milijonov ljudi.

### Televizijski nastopi
V novembru 2009 se je Tsui pojavil v  The Bonnie Hunt Showu , kjer je bil pogovor o izvedli pesmi Whitney Houston je " I Wanna Dance s Somebody "(Who Loves Me). Natopil je tudi v The Oprah Winfrey Show 22. februarja 2010 z njegovim producetom, kjer so govorili o Michael Jackson mešanic glasb (Medley). 2. decembra 2010 je Tsui dal intervju za The Ellen DeGeneres Show.

## Diskografija

### Studijski albumi
- The Covers (2010)
- Make It Up (2013)

##### Pesmi
| Leto | Ime glasbe/Originalni izvajalec            |
| ---- | ------------------------------------------ |
| 2010 | "Don't Want an Ending" (njegova)           |
| 2010 | "If I Die Young" (The Band Perry)          |
| 2010 | "King of Anything" (Sara Bareilles)        |
| 2011 | "Imagine" (John Lennon)                    |
| 2011 | "Born This Way" (Lady Gaga)                |
| 2011 | "Rolling in the Deep" (Adele)              |
| 2011 | "Someone Like You" (Adele)                 |
| 2011 | "We Found Love" (Rihanna)                  |
| 2012 | "I Will Always Love You" (Whitney Houston) |
| 2012 | "Stronger" (Kelly Clarkson)                |
| 2012 | "Somebody That I Used To Know" (Gotye)     |
| 2012 | "We Are Young" (fun.)                      |
| 2012 | "Call Me Maybe" (Carly Rae Jepsen)         |
| 2012 | "Titanium" (David Guetta)                  |
| 2012 | "Little Things" (One Direction)            |
| 2013 | "Try" (P!nk)                               |
| 2013 | "Stay" (Rihanna)                           |
| 2013 | "Mirrors" (Justin Timberlake)              |
| 2013 | "Heart Attack" (Demi Lovato)               |
| 2013 | "Make It Up" (njegova)                     |

1. ↑  https://pantheon.world/profile/person/Sam_Tsui
2. ↑  Carnegie Hall linked open data — 2017.